# François Michelin
François Michelin (Clermont-Ferrand, 15 de junio de 1926- 29 de abril de 2015) fue un industrial francés, gerente del Grupo Michelin desde 1955 hasta 1999.

## Biografía
François Michelin era hijo de Étienne Michelin (1898-1932) y de Madeleine Callies (1898-1936) y nieto de Édouard Michelin (1859-1940) y padre de Édouard Michelin (1963-2006).
Tras la temprana muerte de sus padres, fue educado en Clermont-Ferrand en casa de su abuela Madame Edouard Michelin que tenía el nombre de soltera de Thérèse Wolff (1870-1953).
Tras estudiar matemáticas, obtuvo la licenciatura en la facultad de Ciencias de París. Entró en el grupo familiar en 1951 bajo una identidad falsa y trabajó de obrero. Seguidamente pasó a los servicios comerciales y de investigación científica.
El 28 de mayo de 1955, fue nombrado cogerente de la empresa Michelin junto con Robert Puiseux. Pasó a ser gerente único en 1959. Como cogerentes nombró a su primo hermano François Rollier (1915-1992) y a René Zingraff en 1986.
Bajo su dirección se desarrolló el neumático radial que consiguió que el Grupo Michelin pasara a ser el primer fabricante mundial de neumáticos.
Cristiano convencido, su paternalismo y su falta de comunicación fueron muy controvertidas. En 1999 transmitió las riendas de su empresa a su hijo Édouard Michelin.
El 12 de abril de 2009, fue hecho caballero de la Legión de Honor. Era hijo adoptivo de Aranda de Duero. 
Falleció el 29 de abril de 2015 a la edad de 88 años.